# Джабраиллы, Эльвин Адалят оглы
Эльвин Адалят оглы Джабраиллы (азерб. Cəbrayıllı Elvin Ədalət oğlu; 4 февраля 1992, Баку, Азербайджан) — азербайджанский футболист, полузащитник.

## Биография
Эльвин Джабраиллы является воспитанником ФК АЗАЛ (Баку), в составе дубля которого начинал свои выступления в 2009 году. Тогда команда ещё называлась «Олимпик-Шувалан». В 2011 году переходит в основной состав «летчиков», выступающих в Премьер-лиге Азербайджана. Выступал в составе бакинцев под № 4, как в дублирующем, так и в основном составе.
С 2013 года являлся игроком ПФК «Араз-Нахчыван», выступавшего в первом дивизионе чемпионата Азербайджана. В сезоне 2014/15 выступал за «Агсу», команда по иогам сезона заняла второе место в первом дивизионе. В 2015 году перешёл в клуб высшего дивизиона «Кяпаз», но за весь сезон вышел на поле только один раз — 30 января 2016 года в концовке матча с «Габалой». Летом покинул команду.